# Classic Romance
Classic Romance – album Davida Garretta wydany w 2009 roku.

## Lista utworów
1. "Humoresque" (Antonín Dvořák)
2. "Méditation" (z opery Thaïs Jules'a Masseneta)
3. "None but the Lonely Heart" (Piotr Czajkowski)
4. "Serenade" (Franz Schubert)
5. "Zigeunerweisen – 1: Moderato" (Pablo Sarasate)
6. "Zigeunerweisen – 2: Un peu plus lent" (Pablo Sarasate)
7. "Zigeunerweisen – 3: Allegro molto vivace" (Pablo Sarasate)
8. "Salut d’amour" (Edward Elgar)
9. "Vocalise" (Siergiej Rachmaninow)
10. "Mendelssohn Violin Concerto – 1: Allegro molto appassionato" (Felix Mendelssohn-Bartholdy)
11. "Mendelssohn Violin Concerto – 2: Andante" (Felix Mendelssohn-Bartholdy)
12. "Mendelssohn Violin Concerto – 3: Allegro molto vivace" (Felix Mendelssohn-Bartholdy)